# Raul Julia
Raúl Rafael Carlos Juliá Arcelay (n. 9 martie 1940, San Juan, Puerto Rico – d. 24 octombrie 1994, Manhasset⁠(d), North Hempstead⁠(d), New York, SUA) a fost un actor portorican⁠(d). Născut în San Juan, Puerto Rico, a devenit interesat de actorie din școală, iar după încheierea studiilor, s-a decis să devină actor. După o perioadă în piese locale, a fost convins de actorul Orson Bean să vină în New York. Juliá, bilingv încă din copilărie, a devenit interesat de piesele puse în scenă atât pe Broadway, cât și Off-Broadway⁠(d). A obținut rolul lui Orson în piesa Off-Broadway Your Own Thing⁠(d), o versiune muzicală a lucrării A douăsprezecea noapte. A interpretat roluri inclusiv în cadrul Puerto Rican Traveling Theater⁠(d).
Juliá a fost remarcat în cele din urmă de producătorul Joseph Papp⁠(d) și i-a oferit un loc de munca la New York Shakespeare Festival⁠(d). După ce a devenit cunoscut, a primit două roluri în serialele Love of Life⁠(d) și Sesame Street. În 1978, a jucat alături de Meryl Streep în piesa de teatru Îmblânzirea scorpiei de Shakespeare la teatrul Delacorte⁠(d).  În anul următor, Juliá a avut un rol în producția originală a piesei lui Harold Pinter - Betrayal⁠(d) - împreună cu Roy Scheider și Blythe Danner⁠(d). Pentru interpretarea din Doi domni din Verona⁠(d), acesta a primit o nominalizare la premiile Tony și a câștigat un premiu Drama Desk Award. Între 1974 și 1982, Juliá a fost nominalizat la premiul Tony pentru cel mai bun actor într-un film muzical⁠(d) pentru rolurile din Where's Charley?⁠(d), Opera de trei parale și Nine⁠(d). În 1991, Juliá a jucat alături de Christopher Walken într-o punere în scenă a piesei Othello și în 1984, a făcut parte din distribuția piesei Design for Living⁠(d) alături de Frank Langella și Jill Clayburgh.
Acesta este cunoscut și pentru rolurile din filme. A debutat în film în 1971, având un rol împreună cu Al Pacino  în Panică în Needle Park. În anii 1980, a apărut în numeroase filme și a fost nominalizat la Globurile de Aur pentru rolurile din Furtuna⁠(d) și Kiss of the Spider Woman⁠(d). A câștigat premiul National Board of Review pentru cel mai bun actor⁠(d) pentru cel din urmă. A apărut în filmul lui Francis Ford Coppola One from the Heart⁠(d) (1982), The Morning After⁠(d) de Sidney Lumet (1986), Romero⁠(d) (1989) și Bobocul⁠(d) de Clint Eastwood (1990). În 1991 și 1993, Juliá l-a interpretat pe Gomez Addams⁠(d) în două adaptări cinematografice ale Familiei Addams. În 1994, a apărut în The Burning Season⁠(d) și într-un film inspirat de jocul Street Fighter⁠(d). În același an, starea sa de sănătate s-a înrăutățit, iar în cele din urmă Juliá a încetat din viață ca urmare a unui accident vascular cerebral. La înmormântarea sa din Puerto Rico au participat mii de oameni. Pentru interpretarea din The Burning Season, acestuia i-au fost acordate postum premiile Globul de Aur, Primetime Emmy Awards⁠(d) și Screen Actors Guild Award.

## Filmografie

### Filme
| An   | Titlu                                    | Rol                                   | Regizor              | Note                       |
| ---- | ---------------------------------------- | ------------------------------------- | -------------------- | -------------------------- |
| 1971 | The Panic in Needle Park                 | Marco                                 | Jerry Schatzberg     |                            |
| 1971 | Been Down So Long It Looks Like Up to Me | Juan Carlos Rosenbloom                | Jeffrey Young        |                            |
| 1971 | The Organization                         | Juan Mendoza                          | Don Medford          |                            |
| 1976 | The Gumball Rally                        | Franco Bertollini                     | Charles Bail         |                            |
| 1978 | Eyes of Laura Mars                       | Michael Reisler                       | Irvin Kershner       |                            |
| 1979 | A Life of Sin                            | Paulo                                 | Efraín López Neris   |                            |
| 1981 | Strong Medicine                          | Raoul                                 | Richard Foreman      |                            |
| 1982 | One from the Heart                       | Ray                                   | Francis Ford Coppola |                            |
| 1982 | The Escape Artist                        | Stu Quinones                          | Caleb Deschanel      |                            |
| 1982 | Tempest                                  | Kalibanos                             | Paul Mazursky        |                            |
| 1985 | Kiss of the Spider Woman                 | Valentin Arregui                      | Héctor Babenco       |                            |
| 1985 | Compromising Positions                   | David Suarez                          | Frank Perry          |                            |
| 1986 | La Gran Fiesta                           | Adolfo                                | Marcos Zurinaga      |                            |
| 1986 | The Morning After                        | Joaquin Manero                        | Sidney Lumet         |                            |
| 1987 | Tango Bar                                | Ricardo Padín                         | Marcos Zurinaga      |                            |
| 1988 | The Penitent                             | Ramón Guerola                         | Cliff Osmond         |                            |
| 1988 | Trading Hearts                           | Vinnie Iacona                         | Neil Leifer          |                            |
| 1988 | Moon over Parador                        | Roberto Strausmann                    | Paul Mazursky        |                            |
| 1988 | Tequila Sunrise                          | Commandante Xavier Escalante / Carlos | Robert Towne         |                            |
| 1989 | Romero                                   | Archbishop Oscar Romero               | John Duigan          |                            |
| 1990 | Mack the Knife                           | MacHeath                              | Menahem Golan        |                            |
| 1990 | Presumed Innocent                        | Alejandro "Sandy" Stern               | Alan J. Pakula       |                            |
| 1990 | Frankenstein Unbound                     | Dr. Victor Frankenstein               | Roger Corman         |                            |
| 1990 | The Rookie                               | Ulrich Sigmund Strom                  | Clint Eastwood       |                            |
| 1990 | Havana                                   | Arturo Duran                          | Sydney Pollack       | Necreditat                 |
| 1991 | The Addams Family                        | Gomez Addams                          | Barry Sonnenfeld     |                            |
| 1992 | The Plague                               | Cottard                               | Luis Puenzo          |                            |
| 1993 | Addams Family Values                     | Gomez Addams                          | Barry Sonnenfeld     |                            |
| 1994 | Street Fighter                           | General M. Bison                      | Steven E. de Souza   | Lansat postum; ultimul rol |